# Orzeł (symbol)
Orzeł – symbol heraldyczny, wykorzystywany w takich kompozycjach jak godło, trzymacze lub herb. Popularnie wykorzystywany jako symbol państwowy, rodowy, organizacyjny itp.

## Historia

### Orzeł jako symbol
Według niektórych uczonych, geneza orła jako symbolu sięga czasów wspólnoty praindoeuropejskiej, kiedy to orzeł jako symbol siły stał się atrybutem pierwszego z bogów praindoeuropejskiego panteonu – Diausa, znanego z późniejszej Grecji jako Zeus, a z Rzymu jako Jowisz, Iuppiter (archaicznie Diouis pater).
Symbolu orła używały jako swojego znaku (derafš) ludy irańskie. Złoty orzeł był godłem perskiej dynastii Achemenidów panującej na Bliskim Wschodzie od VI do IV wieku p.n.e. Później znak ten przejęli Seleucydzi i Partowie, a później też władcy Armenii. Jako symbol występuje też w pismach religijnych – irańskiej Aweście (jako symbol boskiej chwały) oraz w Biblii (jako symbol mądrości Jahwe, np. w księdze Ezechiela oraz Apokalipsie).
W religii rzymskiej orzeł był atrybutem i posłańcem Jowisza. Jako symbol siły tego boga stał się emblematem legionów rzymskich. Podobizna (figurka) orła z rozpostartymi skrzydłami widniała m.in. na szczycie sztandaru legionów – vexillum i labarum (do czasu zastąpienia przez symbol Chi Rho za cesarza Konstantyna Wielkiego).
W Cesarstwie Rzymskim orzeł stał się z czasem emblematem cesarza jako zwierzchnika armii, a następnie uniwersalnym symbolem państwa rzymskiego. Po przeniesieniu stolicy do Konstantynopola i utrwaleniu się dualistycznego charakteru cesarstwa (z podziałem na łaciński zachód oraz grecki wschód) rozpowszechniła się symbolika orła dwugłowego, gdzie dwie głowy symbolizują dwie stolice: lewa Rzym, prawa Konstantynopol.
We wczesnym średniowieczu orła używali również Goci, Gepidowie i Frankowie. Orzeł jednogłowy, nawiązujący do tradycji poprzedzającej rozpad cesarstwa rzymskiego na dwie części, stał się godłem Karola Wielkiego, a potem Świętego Cesarstwa Rzymskiego i innych państw, m.in. księstw śląskich. W XIV wieku stał się godłem Polski. Jako pierwszy władca Polski użył symbolu orła Przemysł II na pieczęci majestatycznej z 1295 roku.

### Orzeł dwugłowy
Orzeł dwugłowy był znany już w głębokiej starożytności. W mitologii rzymskiej orzeł dwugłowy nawiązuje do głowy Janusa – siła stwórcza, wszechwiedza. Dwugłowy orzeł pozostał godłem Cesarstwa Bizantyńskiego, które nigdy nie wyrzekło się pretensji do panowania nad utraconą zachodnią częścią Cesarstwa Rzymskiego.
Za panowania cesarza Zygmunta Luksemburskiego w roku 1410, aż do roku 1806 dwugłowy orzeł stał się widocznym godłem Świętego Cesarstwa Rzymskiego Narodu Niemieckiego.
Do heraldyki ruskiej trafił prawdopodobnie poprzez pierwszych wareskich władców Rusi – Rurykowiczów, którzy prowadzili ożywioną działalność handlową i religijną z Bizancjum i Konstantynopolem. W XIII w. lub wcześniej, pojawił się w sąsiadującej z Polską Rusi Halickiej.
Dwadzieścia pięć lat po ślubie Iwana III z Zoe Paleolog (1497), dwugłowego orła uznano za oficjalny herb Wielkiego Księstwa Moskiewskiego. Od 1993, dwugłowy złoty orzeł z czasów Cesarstwa Wschodniorzymskiego jest ponownie herbem Rosji.

## Galeria

### Współczesne herby i godła państw

Herb Polski
Herb Niemiec
Herb Czech
Herb Liechtensteinu
Godło Austrii
Herb Rumunii
Herb Mołdawii
Godło Rosji
Herb Serbii
Godło Czarnogóry
Herb Albanii
Herb Armenii
Godło Kirgistanu
Godło Iraku
Godło Egiptu
Godło Syrii
Godło Jemenu
Herb Jordanii
Godło Sudanu Południowego
Herb Ghany
Godło Indonezji
Godło Meksyku
Godło Stanów Zjednoczonych

### Herby miejscowości

Herb Gniezna
Herb Sandomierza
Herb Frankfurtu nad Menem
Herb Gliwic
Herb Gorzowa Wielkopolskiego
Herb Lubina
Herb Czernihowa, Ukraina
Herb Hölstein, Niemcy
Herb Biełgorodu, Rosja
Herb Brains, Francja
Herb Orła, Rosja
Herb Jesionika, Czechy
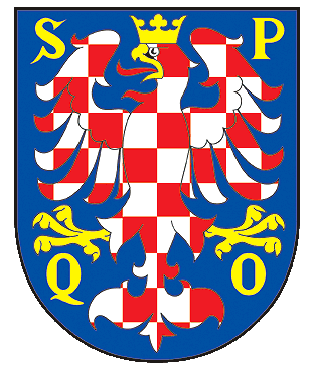
Herb Ołomuńca, Czechy
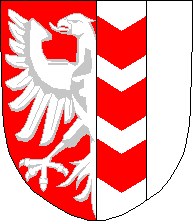
Herb Opawy, Czechy
Herb Polički, Czechy
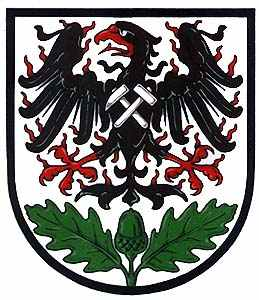
Herb Stochova, Czechy
Herb Trzyńca, Czechy
Herb Znojma, Czechy

### Herby regionów

Herb województwa małopolskiego
Herb województwa mazowieckiego
Herb województwa wielkopolskiego
Herb województwa opolskiego
Herb województwa śląskiego
Herb województwa kujawsko-pomorskiego
Herb województwa dolnośląskiego
Herb Moraw, Morawy, Czechy
Herb Śląska Czeskiego. Orzeł śląski
Herb Brandenburgii, Niemcy
Herb Tyrolu Południowego (Górnej Adygi), Włochy
Herb prowincji Trydent, Włochy
Herb Burgenlandu, Austria
Herb Górnej Austrii, Austria
Herb Krainy, Słowenia
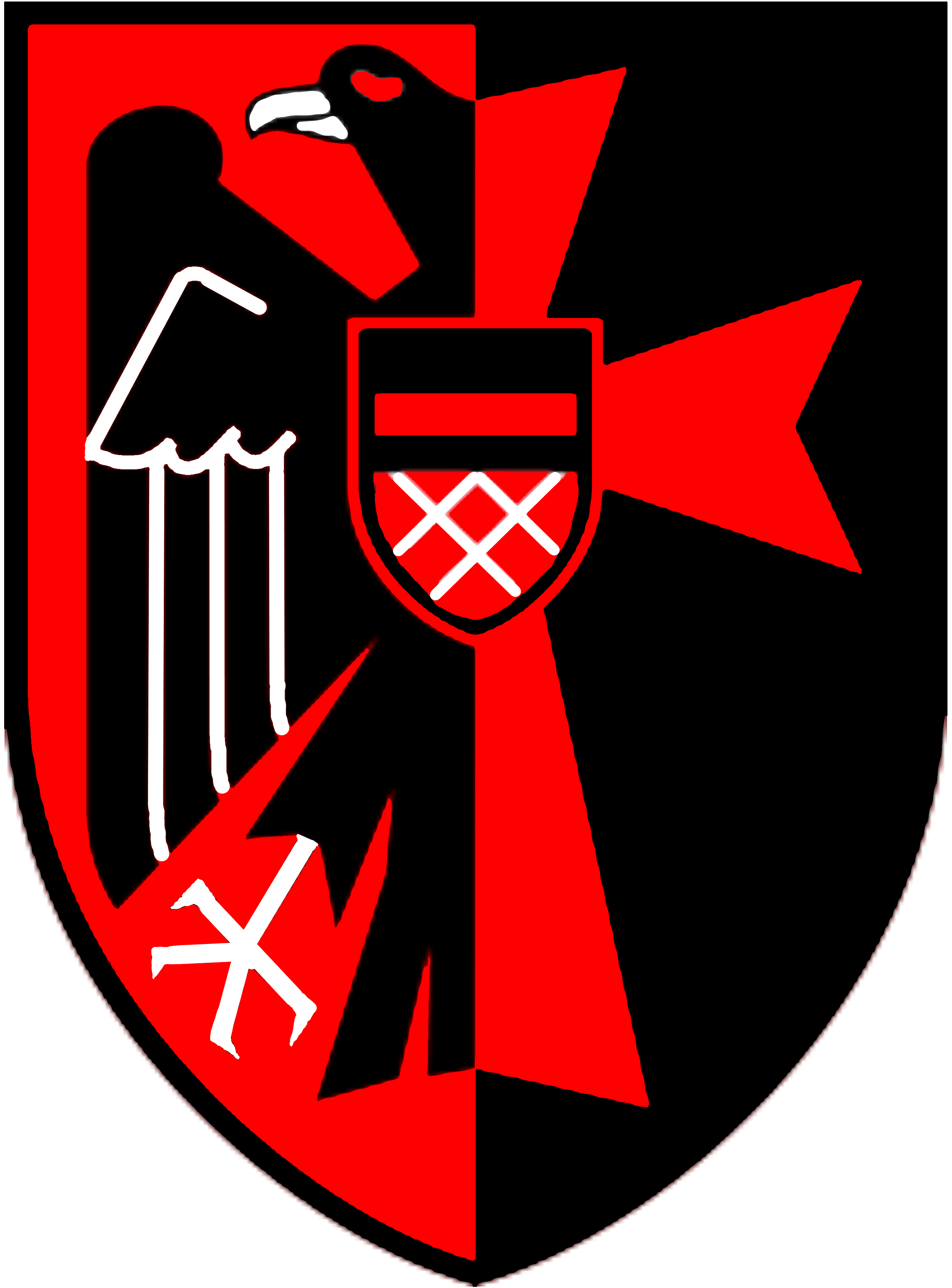
Herb Kraju Sudetów, Czechy
Godło Inguszetii, Rosja

### Herby i godła historyczne

Herb Korony Królestwa Polskiego
Herb Rzeczypospolitej Obojga Narodów
Herb Księstwa Warszawskiego
Herb Polski przed 1927 r.
Godło Polskiej Rzeczypospolitej Ludowej
Herb wielkich mistrzów zakonu krzyżackiego
Herb Prus Królewskich
Herb Prus Książęcych
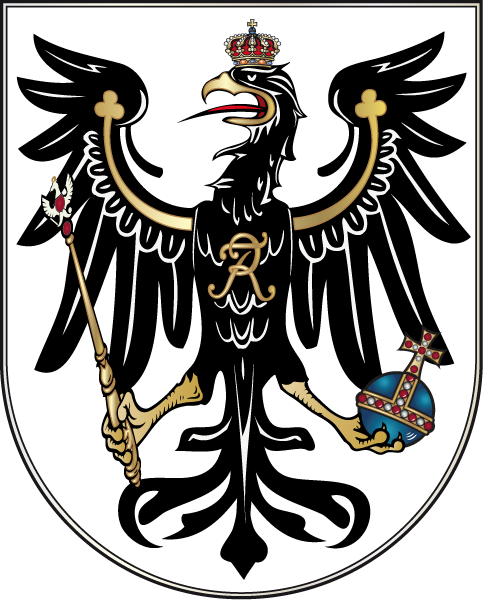
Herb Królestwa Prus
Mały herb Wielkiego Księstwa Poznańskiego
Godło Świętego Cesarstwa Rzymskiego, XIII-XIV w.
Godło Świętego Cesarstwa Rzymskiego, XV w.
Herb Marchii Brandenburskiej
Godło Cesarstwa Niemieckiego
Godło III Rzeszy
Średni herb Królestwa Polskiego (kongresowego)
Herb I Cesarstwa Francuskiego
Godło Świętego Cesarstwa Rzymskiego, XVIII w.
Herb Cesarstwa Austrii, XIX w.
Godło perskiej dynastii Achemenidów z czasów Cyrusa Wielkiego, VI w. p.n.e.
Godło Cesarstwa Bizantyńskiego w okresie Paleologów, XV w.
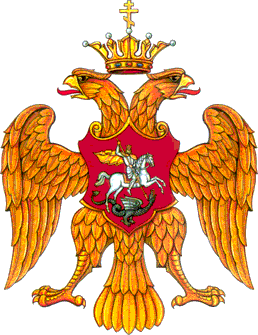
Herb Księstwa Moskiewskiego, XVI w.
Herb Imperium Rosyjskiego, XIX w.
Herb województwa czernihowskiego Rzeczypospolitej
Herb Hiszpanii za Królów Katolickich (1475-1504)
Herb frankistowskiej Hiszpanii (1939–1975)
Herb Tyrolu
Herb Królestwa Sycylii
Herb Okręgu Rzeszy Kraj Sudetów (1940–1945)
Godło Syrii w latach 1980-2024

### Symbole wojskowe

Rekonstrukcja rzymskiego vexilium z orłem
Orzeł napoleoński
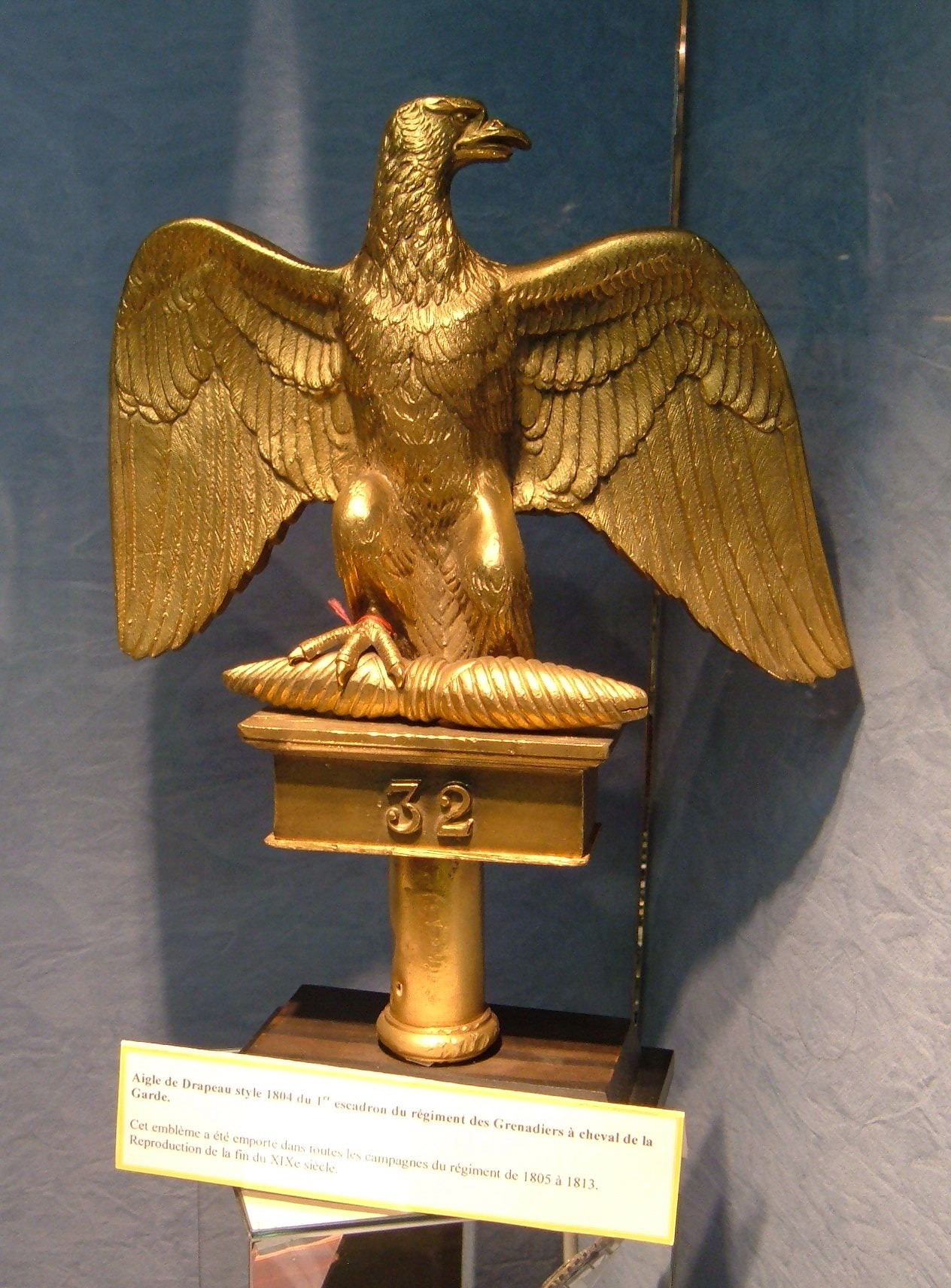
Francuski orzeł sztandarowy z czasów napoleońskich
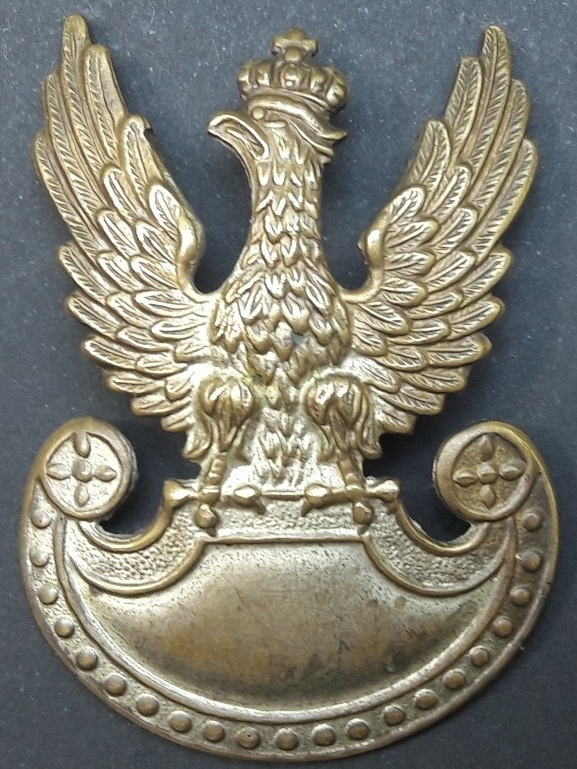
Polski orzeł wojskowy na tarczy Amazonek
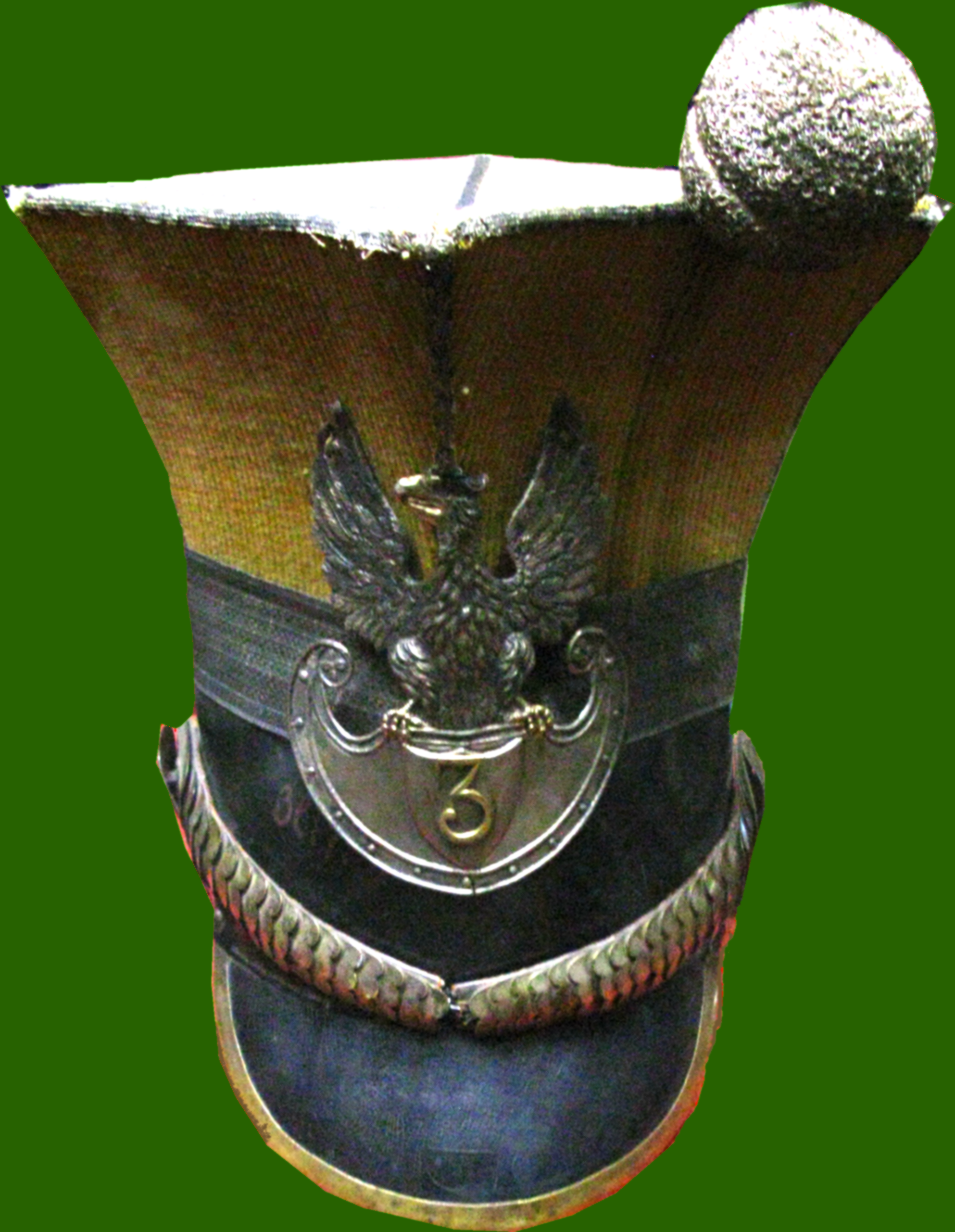
Czako oficera ułanów Królestwa Polskiego z orłem
Polski orzełek legionowy
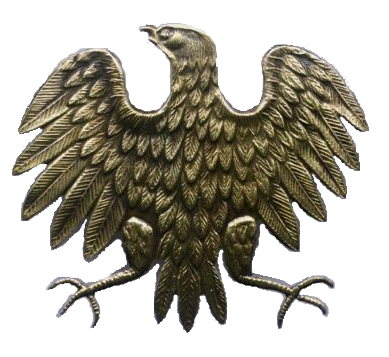
Orzełek 1 Dywizji Piechoty
Współczesny polski sztandar wojskowy z orłem na płacie i głowicy